# Championnat de Chypre féminin de football
Le championnat de Chypre de football féminin a été créé en 1998.

## Palmarès
| Saison    | Champion                                                    | Deuxième                                                    |
| --------- | ----------------------------------------------------------- | ----------------------------------------------------------- |
| 1998-1999 | Lefkothea Latsion                                           |                                                             |
| 1999-2000 | AEK Kokkinochorion                                          |                                                             |
| 2000-2001 | AEK Kokkinochorion                                          |                                                             |
| 2001-2002 | Lefkothea Latsion                                           |                                                             |
| 2002-2003 | Ledra Nicosie                                               |                                                             |
| 2003-2004 | Ledra Nicosie                                               |                                                             |
| 2004-2005 | AEK Kokkinochorion                                          |                                                             |
| 2005-2006 | AEK Kokkinochorion                                          |                                                             |
| 2006-2007 | AEK Kokkinochorion                                          |                                                             |
| 2007-2008 | Vamos Idaliou                                               |                                                             |
| 2008-2009 | Apollon Limassol                                            |                                                             |
| 2009-2010 | Apollon Limassol                                            |                                                             |
| 2010-2011 | Apollon Limassol                                            |                                                             |
| 2011-2012 | Apollon Limassol                                            | AEK Konstantias                                             |
| 2012-2013 | Apollon Limassol                                            | Lefkothea                                                   |
| 2013-2014 | Apollon Limassol                                            | Lefkothea                                                   |
| 2014-2015 | Apollon Limassol                                            | AE Ammochostos                                              |
| 2015-2016 | Apollon Limassol                                            | Lefkothea                                                   |
| 2016-2017 | Apollon Limassol                                            | Anorthosis                                                  |
| 2017-2018 | Barcelona PA                                                | Apollon Limassol                                            |
| 2018-2019 | Apollon Limassol                                            | Barcelona PA Limassol                                       |
| 2019-2020 | Compétition abandonnée en raison de la pandémie de Covid-19 | Compétition abandonnée en raison de la pandémie de Covid-19 |
| 2020-2021 | Apollon Limassol                                            | Nea Salamis                                                 |
| 2021-2022 | Apollon Limassol                                            | Nea Salamis                                                 |
| 2022-2023 | Apollon Limassol                                            | Lefkothea                                                   |
| 2023-2024 | Apollon Limassol                                            | Lefkothea                                                   |
| 2024-2025 | Apollon Limassol                                            | Aris Limassol                                               |

## Bilan
- 15 titres : Apollon Limassol
- 5 titres : AEK Kokkinochorion
- 2 titres : Lefkothea Latsion, Ledra Nicosie
- 1 titre : Barcelona FA, Vamos Idaliou